# 上水本町
上水本町（じょうすいほんちょう）は、東京都小平市の地名。現行行政地名は上水本町一丁目から上水本町六丁目。住居表示実施区域。郵便番号は187-0022。

## 地理
小平市の南部に位置する。北西はたかの台、北は津田町及び学園西町、北東は喜平町、東は上水南町及び国分寺市本多、南は国分寺市東恋ヶ窪、東戸倉及び北町、西は上水新町に隣接する。町域内は主に住宅地として利用される。

### 地価
住宅地の地価は、2017年（平成29年）の公示地価によれば、上水本町6-19-39の地点で24万1000円/m2となっている。

## 歴史

### 地名の由来
町名は、玉川上水から来ている。

## 世帯数と人口
2018年（平成30年）1月1日現在の世帯数と人口は以下の通りである。
| 丁目           | 世帯数    | 人口     |
| -------------- | --------- | -------- |
| 上水本町一丁目 | 732世帯   | 1,575人  |
| 上水本町二丁目 | 462世帯   | 1,025人  |
| 上水本町三丁目 | 452世帯   | 1,088人  |
| 上水本町四丁目 | 653世帯   | 1,443人  |
| 上水本町五丁目 | 1,376世帯 | 3,505人  |
| 上水本町六丁目 | 1,045世帯 | 2,487人  |
| 計             | 4,720世帯 | 11,123人 |

## 小・中学校の学区
市立小・中学校に通う場合、学区は以下の通りとなる。
| 丁目           | 番地                    | 小学校                 | 中学校                 |
| -------------- | ----------------------- | ---------------------- | ---------------------- |
| 上水本町一丁目 | 31番 （五日市街道以南） | 小平市立小平第十小学校 | 小平市立小平第四中学校 |
| 上水本町一丁目 | その他                  | 小平市立小平第四小学校 | 小平市立小平第四中学校 |
| 上水本町二丁目 | 全域                    | 小平市立小平第四小学校 | 小平市立小平第四中学校 |
| 上水本町三丁目 | 全域                    | 小平市立小平第十小学校 | 小平市立小平第四中学校 |
| 上水本町四丁目 | 全域                    | 小平市立小平第十小学校 | 小平市立小平第四中学校 |
| 上水本町五丁目 | 全域                    | 小平市立小平第十小学校 | 小平市立小平第四中学校 |
| 上水本町六丁目 | 全域                    | 小平市立小平第十小学校 | 小平市立小平第四中学校 |

## 交通
鉄道
- 西武多摩湖線が東端、西武国分寺線を西端を通っているが、どちらも駅はない。
  - 多摩湖線には本町信号場という信号場（列車交換＝すれ違いのための施設）があったが、2013年以降は休止中（交換施設を撤去）。
  - 鉄道利用の場合、西側は西武国分寺線の鷹の台駅が最寄り。北側の一部は一橋学園駅、東側・南側は国分寺駅となる（バス利用可能）。

道路
- 東京都道7号杉並あきる野線（五日市街道）
- 東京都道17号所沢府中線（府中街道）
- 東京都道134号恋ヶ窪新田三鷹線（連雀通り）

バス
- 西武バス（小平営業所）
  - 南側の連雀通りおよび西側の府中街道上を国分寺駅北口から武蔵野美術大学方面の路線（寺71・72系統）が経由し、けやき公園前（この間、国分寺市を走行）・二ツ塚・旭ヶ丘住宅の各停留所がある。
  - 東側の西武多摩湖線に並行する道路上には国分寺駅北入口から小平駅・新小平駅方向の路線（寺61系統他）が経由し、第三小学校前（国分寺市境）・住宅前・ルネサス武蔵・上水本町五丁目・桜堤の各停留所がある。ルネサス武蔵で国分寺駅方向へ折り返す便も一部存在する。
- 立川バス（上水営業所）
  - 国立駅から発着する戸倉循環線（国22・国23系統）が国分寺市境の二ツ塚停留所を通る。
  - また、上水営業所（立川市）から五日市街道経由で国立駅を結ぶ国25・26系統や、上水営業所と国分寺駅を五日市街道経由で結ぶ寺50系統（二ツ塚のほか、域内に旭ヶ丘・上水本町・桜橋の各停留所）もあるが、いずれも出入庫系統のため運行便数は少ない。

## 施設
- たかのだい幼稚園
- 小平市立小平第十小学校
- ルネサス エレクトロニクス武蔵事業所
- コーナン小平店
- 東京都立小平南高等学校
- けやき公園
- アクロスプラザ小平